# (3812) Lidaksum
(3812) Lidaksum ist ein Asteroid des Hauptgürtels, der am 11. Januar 1965 am Purple-Mountain-Observatorium in Nanjing entdeckt wurde.
Der Name ist von einer Person namens Li Dak Sum abgeleitet.